# Hacrobia
Hacrobia es un grupo de protistas que incluye a las algas Haptophyta y Cryptophyta, pues comparten cloroplastos de procedencia de un alga roja, además de otros organismos heterótrofos relacionados con ellas. El nombre Hacrobia deriva de Haptophyta, Cryptophyta (los dos subgrupos principales) y bia (que es un subfijo general para referirse a la vida). Cavalier-Smith considera que Hacrobia está relacionado con el supergrupo SAR e incluye a ambos en el reino Chromista. Sin embargo, no está claro que Hacrobia sea un clado, pues varios estudios recientes sugieren que Cryptista está relacionado con Archaeplastida, mientras que Haptista lo estaría con el supergrupo SAR.

## Grupos

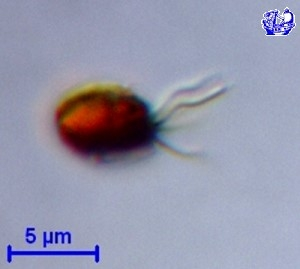
Isochrysis galbana (Haptophyta).

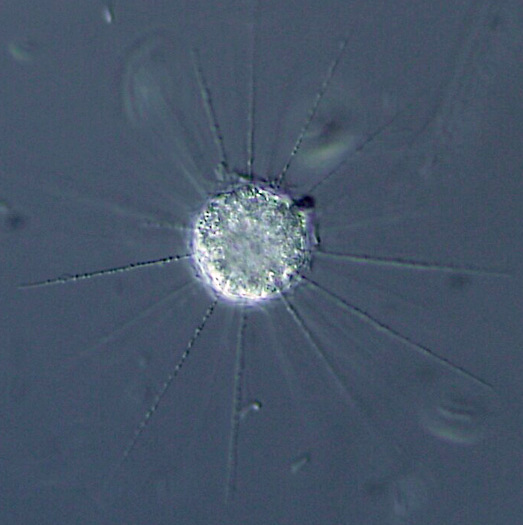
Raphidiophrys contractilis (Centrohelida).

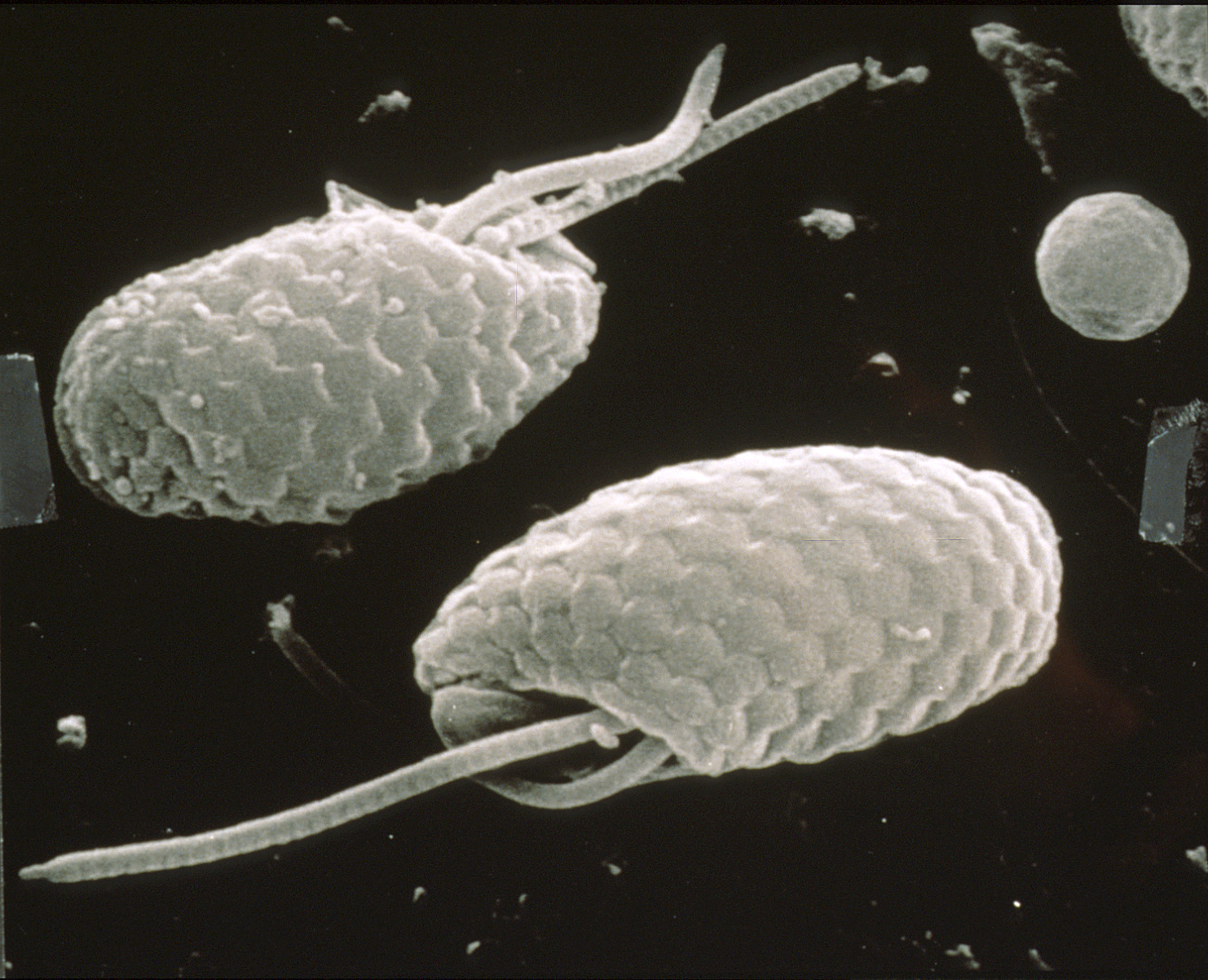
Cryptophyta.

Los dos grupos principales, Haptophyta y Cryptophyta, son algas que presentan cloroplastos con clorofilas a y c. Por el tipo de clorofila y por estar rodeados por cuatro membranas se supone que los cloroplastos proceden de la endosimbiosis secundaria de un alga roja. Además, se incluyen varios grupos de organismos heterótrofos, entre los que destacan varios tipos de heliozoos. Así, Hacrobia comprende dos líneas, la primera relacionada con las haptofitas y la segunda con las criptofitas.
La línea Haptista agrupa a las algas de Haptophyta y a los heliozoos de Centrohelida, que se caracterizan por presentar apéndices filiformes soportados por microtúbulos (el haptonema en los primeros y los axopodos en los segundos), que utilizan para la alimentación. Ambos grupos a menudo presentan el cuerpo celular cubierto con complejas escamas mineralizadas (silíceas en Centrohelida, generalmente calcáreas, pero a veces silíceas en Haptophyta).
- Haptophyta.  Es un grupo de algas unicelulares fundamentalmente marinas, aunque algunos miembros son mixótrofos o heterótrofos. Se caracterizan por la presencia de dos flagelos, un haptonema (apéndice superficialmente similar a un flagelo pero que se diferencia de este último en el conjunto de microtúbulos y en el uso) y células desnudas o cubiertas de placas calcáreas.

- Rappemonada. Es un grupo de protistas fotosintéticos marinos y de agua dulce probablemente relacionados con los anteriores. Las células contienen cloroplastos con clorofila a. Se conocen solo a partir de muestras ambientales, están pobremente caracterizados y todavía no se ha descrito ninguna especie o género.

- Centrohelida. Es un importante grupo de protistas heliozoos, que incluye tanto formas libres como sésiles, en hábitats de agua dulce o marinos, especialmente a cierta profundidad. Son unicelulares y esféricos y están rodeados de axopodios, seudópodos largos y radiales soportados por microtúbulos que les sirven para capturar el alimento y moverse a las formas libres.

La línea Cryptista se caracteriza por presentar apéndices en la forma de tripletes de fibras tubulares en el flagelo anterior. Comprende los siguientes grupos:
- Cryptophyta. Es un grupo de algas unicelulares que viven en aguas marinas y continentales, si bien algunos miembros son mixótrofos o heterótrofos. La mayoría presentan una cubierta rígida, una invaginación ventral de la que salen dos flagelos y varias filas de  eyectosomas, de función defensiva.

- Palpitia. Comprende un organismo biflagelado y heterótrofo marino con dos flagelos casi iguales. Los análisis ultraestructurales determinaron que su aparato flagelar se asemeja a los de las algas verdes (Charophyceae), mientras que las mastigonemas presentan algunas características encontradas en Cryptophyta y Telonemia.

- Microhelida. Es un pequeño grupo de protistas heliozoos constituido por organismos marinos de muy pequeño tamaño que se alimentan de bacterias. Presentan un gran centrosoma en el centro de la célula y están rodeados de axopodios, seudópodos largos y radiales soportados por microtúbulos, que les sirven para capturar el alimento. Los axonemas de los axopodios están organizados en una tríada, lo que los distingue de otros grupos de heliozoos.

- Heliomonadida. Es un pequeño grupo de heliozoos que son inusuales por poseer flagelos (dos o cuatro) a través de todo su ciclo vital. Los paquetes de microtúbulos, típicamente dispuestos en un cuadrado, parten de un cuerpo situado cerca de la base de los flagelos y apoyan numerosos axopodios que se proyectan desde la superficie de la célula.

- Picozoa.  Es un grupo recientemente descubierto de protistas marinos, heterótrofos y de pequeño tamaño (sobre 3 µm).

- Telonemia. Es un pequeño grupo de organismos encontrados tanto en entornos marinos como de agua dulce. Son heterótrofos, alimentándose de una amplia gama de bacterias y de pico- y nano-fitoplancton.

## Filogenia
La filogenia interna podría ser la siguiente:
|  | Microhelida   |
|  |               |
|  | Heliomonadida |
|  |               |

|  | Picozoa   |
|  |           |
|  | Telonemia |
|  |           |

|  | Microhelida   |
|  |               |
|  | Heliomonadida |
|  |               |

|  | Picozoa   |
|  |           |
|  | Telonemia |
|  |           |

|                | Kathablepharida                                                                             |
|                |                                                                                             |
|                | \| \| Goniomonadea \| \| \| \| \| + Rhodophytina \| Cryptophyceae \| \| \| Cryptophyceae \| |
|                |                                                                                             |
|                | Goniomonadea                                                                                |
|                |                                                                                             |
| + Rhodophytina | Cryptophyceae                                                                               |
|                | Cryptophyceae                                                                               |

|                | Goniomonadea  |
|                |               |
| + Rhodophytina | Cryptophyceae |
|                | Cryptophyceae |

|                | Kathablepharida                                                                             |
|                |                                                                                             |
|                | \| \| Goniomonadea \| \| \| \| \| + Rhodophytina \| Cryptophyceae \| \| \| Cryptophyceae \| |
|                |                                                                                             |
|                | Goniomonadea                                                                                |
|                |                                                                                             |
| + Rhodophytina | Cryptophyceae                                                                               |
|                | Cryptophyceae                                                                               |

|                | Goniomonadea  |
|                |               |
| + Rhodophytina | Cryptophyceae |
|                | Cryptophyceae |

|  | Microhelida   |
|  |               |
|  | Heliomonadida |
|  |               |

|  | Picozoa   |
|  |           |
|  | Telonemia |
|  |           |

|  | Microhelida   |
|  |               |
|  | Heliomonadida |
|  |               |

|  | Picozoa   |
|  |           |
|  | Telonemia |
|  |           |

|                | Kathablepharida                                                                             |
|                |                                                                                             |
|                | \| \| Goniomonadea \| \| \| \| \| + Rhodophytina \| Cryptophyceae \| \| \| Cryptophyceae \| |
|                |                                                                                             |
|                | Goniomonadea                                                                                |
|                |                                                                                             |
| + Rhodophytina | Cryptophyceae                                                                               |
|                | Cryptophyceae                                                                               |

|                | Goniomonadea  |
|                |               |
| + Rhodophytina | Cryptophyceae |
|                | Cryptophyceae |

|                | Kathablepharida                                                                             |
|                |                                                                                             |
|                | \| \| Goniomonadea \| \| \| \| \| + Rhodophytina \| Cryptophyceae \| \| \| Cryptophyceae \| |
|                |                                                                                             |
|                | Goniomonadea                                                                                |
|                |                                                                                             |
| + Rhodophytina | Cryptophyceae                                                                               |
|                | Cryptophyceae                                                                               |

|                | Goniomonadea  |
|                |               |
| + Rhodophytina | Cryptophyceae |
|                | Cryptophyceae |

|  | Rappemonada                                                         |
|  |                                                                     |
|  | \| \| Pavlovophyceae \| \| \| \| \| \| Prymnesiophyceae \| \| \| \| |
|  |                                                                     |
|  | Pavlovophyceae                                                      |
|  |                                                                     |
|  | Prymnesiophyceae                                                    |
|  |                                                                     |

|  | Pavlovophyceae   |
|  |                  |
|  | Prymnesiophyceae |
|  |                  |

|  | Rappemonada                                                         |
|  |                                                                     |
|  | \| \| Pavlovophyceae \| \| \| \| \| \| Prymnesiophyceae \| \| \| \| |
|  |                                                                     |
|  | Pavlovophyceae                                                      |
|  |                                                                     |
|  | Prymnesiophyceae                                                    |
|  |                                                                     |

|  | Pavlovophyceae   |
|  |                  |
|  | Prymnesiophyceae |
|  |                  |

|  | Rappemonada                                                         |
|  |                                                                     |
|  | \| \| Pavlovophyceae \| \| \| \| \| \| Prymnesiophyceae \| \| \| \| |
|  |                                                                     |
|  | Pavlovophyceae                                                      |
|  |                                                                     |
|  | Prymnesiophyceae                                                    |
|  |                                                                     |

|  | Pavlovophyceae   |
|  |                  |
|  | Prymnesiophyceae |
|  |                  |

|  | Rappemonada                                                         |
|  |                                                                     |
|  | \| \| Pavlovophyceae \| \| \| \| \| \| Prymnesiophyceae \| \| \| \| |
|  |                                                                     |
|  | Pavlovophyceae                                                      |
|  |                                                                     |
|  | Prymnesiophyceae                                                    |
|  |                                                                     |

|  | Pavlovophyceae   |
|  |                  |
|  | Prymnesiophyceae |
|  |                  |

|  | Microhelida   |
|  |               |
|  | Heliomonadida |
|  |               |

|  | Picozoa   |
|  |           |
|  | Telonemia |
|  |           |

|  | Microhelida   |
|  |               |
|  | Heliomonadida |
|  |               |

|  | Picozoa   |
|  |           |
|  | Telonemia |
|  |           |

|                | Kathablepharida                                                                             |
|                |                                                                                             |
|                | \| \| Goniomonadea \| \| \| \| \| + Rhodophytina \| Cryptophyceae \| \| \| Cryptophyceae \| |
|                |                                                                                             |
|                | Goniomonadea                                                                                |
|                |                                                                                             |
| + Rhodophytina | Cryptophyceae                                                                               |
|                | Cryptophyceae                                                                               |

|                | Goniomonadea  |
|                |               |
| + Rhodophytina | Cryptophyceae |
|                | Cryptophyceae |

|                | Kathablepharida                                                                             |
|                |                                                                                             |
|                | \| \| Goniomonadea \| \| \| \| \| + Rhodophytina \| Cryptophyceae \| \| \| Cryptophyceae \| |
|                |                                                                                             |
|                | Goniomonadea                                                                                |
|                |                                                                                             |
| + Rhodophytina | Cryptophyceae                                                                               |
|                | Cryptophyceae                                                                               |

|                | Goniomonadea  |
|                |               |
| + Rhodophytina | Cryptophyceae |
|                | Cryptophyceae |

|  | Microhelida   |
|  |               |
|  | Heliomonadida |
|  |               |

|  | Picozoa   |
|  |           |
|  | Telonemia |
|  |           |

|  | Microhelida   |
|  |               |
|  | Heliomonadida |
|  |               |

|  | Picozoa   |
|  |           |
|  | Telonemia |
|  |           |

|                | Kathablepharida                                                                             |
|                |                                                                                             |
|                | \| \| Goniomonadea \| \| \| \| \| + Rhodophytina \| Cryptophyceae \| \| \| Cryptophyceae \| |
|                |                                                                                             |
|                | Goniomonadea                                                                                |
|                |                                                                                             |
| + Rhodophytina | Cryptophyceae                                                                               |
|                | Cryptophyceae                                                                               |

|                | Goniomonadea  |
|                |               |
| + Rhodophytina | Cryptophyceae |
|                | Cryptophyceae |

|                | Kathablepharida                                                                             |
|                |                                                                                             |
|                | \| \| Goniomonadea \| \| \| \| \| + Rhodophytina \| Cryptophyceae \| \| \| Cryptophyceae \| |
|                |                                                                                             |
|                | Goniomonadea                                                                                |
|                |                                                                                             |
| + Rhodophytina | Cryptophyceae                                                                               |
|                | Cryptophyceae                                                                               |

|                | Goniomonadea  |
|                |               |
| + Rhodophytina | Cryptophyceae |
|                | Cryptophyceae |

|  | Rappemonada                                                         |
|  |                                                                     |
|  | \| \| Pavlovophyceae \| \| \| \| \| \| Prymnesiophyceae \| \| \| \| |
|  |                                                                     |
|  | Pavlovophyceae                                                      |
|  |                                                                     |
|  | Prymnesiophyceae                                                    |
|  |                                                                     |

|  | Pavlovophyceae   |
|  |                  |
|  | Prymnesiophyceae |
|  |                  |

|  | Rappemonada                                                         |
|  |                                                                     |
|  | \| \| Pavlovophyceae \| \| \| \| \| \| Prymnesiophyceae \| \| \| \| |
|  |                                                                     |
|  | Pavlovophyceae                                                      |
|  |                                                                     |
|  | Prymnesiophyceae                                                    |
|  |                                                                     |

|  | Pavlovophyceae   |
|  |                  |
|  | Prymnesiophyceae |
|  |                  |

|  | Rappemonada                                                         |
|  |                                                                     |
|  | \| \| Pavlovophyceae \| \| \| \| \| \| Prymnesiophyceae \| \| \| \| |
|  |                                                                     |
|  | Pavlovophyceae                                                      |
|  |                                                                     |
|  | Prymnesiophyceae                                                    |
|  |                                                                     |

|  | Pavlovophyceae   |
|  |                  |
|  | Prymnesiophyceae |
|  |                  |

|  | Rappemonada                                                         |
|  |                                                                     |
|  | \| \| Pavlovophyceae \| \| \| \| \| \| Prymnesiophyceae \| \| \| \| |
|  |                                                                     |
|  | Pavlovophyceae                                                      |
|  |                                                                     |
|  | Prymnesiophyceae                                                    |
|  |                                                                     |

|  | Pavlovophyceae   |
|  |                  |
|  | Prymnesiophyceae |
|  |                  |

A continuación se muestran las tres posibilidades que se han considerado para Hacrobia:
|           | Plantae                                          |
|           |                                                  |
| Chromista | \| \| Hacrobia \| \| \| \| \| \| SAR \| \| \| \| |
|           | \| \| Hacrobia \| \| \| \| \| \| SAR \| \| \| \| |
|           | Hacrobia                                         |
|           |                                                  |
|           | SAR                                              |
|           |                                                  |

|  | Hacrobia |
|  |          |
|  | SAR      |
|  |          |

|  | Amoebozoa    |
|  |              |
|  | Opisthokonta |
|  |              |

|           | Plantae                                          |
|           |                                                  |
| Chromista | \| \| Hacrobia \| \| \| \| \| \| SAR \| \| \| \| |
|           | \| \| Hacrobia \| \| \| \| \| \| SAR \| \| \| \| |
|           | Hacrobia                                         |
|           |                                                  |
|           | SAR                                              |
|           |                                                  |

|  | Hacrobia |
|  |          |
|  | SAR      |
|  |          |

|  | Amoebozoa    |
|  |              |
|  | Opisthokonta |
|  |              |

|           | Plantae                                          |
|           |                                                  |
| Chromista | \| \| Hacrobia \| \| \| \| \| \| SAR \| \| \| \| |
|           | \| \| Hacrobia \| \| \| \| \| \| SAR \| \| \| \| |
|           | Hacrobia                                         |
|           |                                                  |
|           | SAR                                              |
|           |                                                  |

|  | Hacrobia |
|  |          |
|  | SAR      |
|  |          |

|  | Amoebozoa    |
|  |              |
|  | Opisthokonta |
|  |              |

|           | Plantae                                          |
|           |                                                  |
| Chromista | \| \| Hacrobia \| \| \| \| \| \| SAR \| \| \| \| |
|           | \| \| Hacrobia \| \| \| \| \| \| SAR \| \| \| \| |
|           | Hacrobia                                         |
|           |                                                  |
|           | SAR                                              |
|           |                                                  |

|  | Hacrobia |
|  |          |
|  | SAR      |
|  |          |

|  | Amoebozoa    |
|  |              |
|  | Opisthokonta |
|  |              |

|           | Plantae                                          |
|           |                                                  |
| Chromista | \| \| Hacrobia \| \| \| \| \| \| SAR \| \| \| \| |
|           | \| \| Hacrobia \| \| \| \| \| \| SAR \| \| \| \| |
|           | Hacrobia                                         |
|           |                                                  |
|           | SAR                                              |
|           |                                                  |

|  | Hacrobia |
|  |          |
|  | SAR      |
|  |          |

|  | Amoebozoa    |
|  |              |
|  | Opisthokonta |
|  |              |

|           | Plantae                                          |
|           |                                                  |
| Chromista | \| \| Hacrobia \| \| \| \| \| \| SAR \| \| \| \| |
|           | \| \| Hacrobia \| \| \| \| \| \| SAR \| \| \| \| |
|           | Hacrobia                                         |
|           |                                                  |
|           | SAR                                              |
|           |                                                  |

|  | Hacrobia |
|  |          |
|  | SAR      |
|  |          |

|  | Amoebozoa    |
|  |              |
|  | Opisthokonta |
|  |              |

|           | Plantae                                          |
|           |                                                  |
| Chromista | \| \| Hacrobia \| \| \| \| \| \| SAR \| \| \| \| |
|           | \| \| Hacrobia \| \| \| \| \| \| SAR \| \| \| \| |
|           | Hacrobia                                         |
|           |                                                  |
|           | SAR                                              |
|           |                                                  |

|  | Hacrobia |
|  |          |
|  | SAR      |
|  |          |

|  | Amoebozoa    |
|  |              |
|  | Opisthokonta |
|  |              |

|           | Plantae                                          |
|           |                                                  |
| Chromista | \| \| Hacrobia \| \| \| \| \| \| SAR \| \| \| \| |
|           | \| \| Hacrobia \| \| \| \| \| \| SAR \| \| \| \| |
|           | Hacrobia                                         |
|           |                                                  |
|           | SAR                                              |
|           |                                                  |

|  | Hacrobia |
|  |          |
|  | SAR      |
|  |          |

|  | Amoebozoa    |
|  |              |
|  | Opisthokonta |
|  |              |

|           | Plantae                                          |
|           |                                                  |
| Chromista | \| \| Hacrobia \| \| \| \| \| \| SAR \| \| \| \| |
|           | \| \| Hacrobia \| \| \| \| \| \| SAR \| \| \| \| |
|           | Hacrobia                                         |
|           |                                                  |
|           | SAR                                              |
|           |                                                  |

|  | Hacrobia |
|  |          |
|  | SAR      |
|  |          |

|  | Amoebozoa    |
|  |              |
|  | Opisthokonta |
|  |              |

|           | Plantae                                          |
|           |                                                  |
| Chromista | \| \| Hacrobia \| \| \| \| \| \| SAR \| \| \| \| |
|           | \| \| Hacrobia \| \| \| \| \| \| SAR \| \| \| \| |
|           | Hacrobia                                         |
|           |                                                  |
|           | SAR                                              |
|           |                                                  |

|  | Hacrobia |
|  |          |
|  | SAR      |
|  |          |

|  | Amoebozoa    |
|  |              |
|  | Opisthokonta |
|  |              |

|           | Plantae                                          |
|           |                                                  |
| Chromista | \| \| Hacrobia \| \| \| \| \| \| SAR \| \| \| \| |
|           | \| \| Hacrobia \| \| \| \| \| \| SAR \| \| \| \| |
|           | Hacrobia                                         |
|           |                                                  |
|           | SAR                                              |
|           |                                                  |

|  | Hacrobia |
|  |          |
|  | SAR      |
|  |          |

|  | Amoebozoa    |
|  |              |
|  | Opisthokonta |
|  |              |

|           | Plantae                                          |
|           |                                                  |
| Chromista | \| \| Hacrobia \| \| \| \| \| \| SAR \| \| \| \| |
|           | \| \| Hacrobia \| \| \| \| \| \| SAR \| \| \| \| |
|           | Hacrobia                                         |
|           |                                                  |
|           | SAR                                              |
|           |                                                  |

|  | Hacrobia |
|  |          |
|  | SAR      |
|  |          |

|  | Amoebozoa    |
|  |              |
|  | Opisthokonta |
|  |              |

|           | Plantae                                          |
|           |                                                  |
| Chromista | \| \| Hacrobia \| \| \| \| \| \| SAR \| \| \| \| |
|           | \| \| Hacrobia \| \| \| \| \| \| SAR \| \| \| \| |
|           | Hacrobia                                         |
|           |                                                  |
|           | SAR                                              |
|           |                                                  |

|  | Hacrobia |
|  |          |
|  | SAR      |
|  |          |

|  | Amoebozoa    |
|  |              |
|  | Opisthokonta |
|  |              |

|           | Plantae                                          |
|           |                                                  |
| Chromista | \| \| Hacrobia \| \| \| \| \| \| SAR \| \| \| \| |
|           | \| \| Hacrobia \| \| \| \| \| \| SAR \| \| \| \| |
|           | Hacrobia                                         |
|           |                                                  |
|           | SAR                                              |
|           |                                                  |

|  | Hacrobia |
|  |          |
|  | SAR      |
|  |          |

|  | Amoebozoa    |
|  |              |
|  | Opisthokonta |
|  |              |

|           | Plantae                                          |
|           |                                                  |
| Chromista | \| \| Hacrobia \| \| \| \| \| \| SAR \| \| \| \| |
|           | \| \| Hacrobia \| \| \| \| \| \| SAR \| \| \| \| |
|           | Hacrobia                                         |
|           |                                                  |
|           | SAR                                              |
|           |                                                  |

|  | Hacrobia |
|  |          |
|  | SAR      |
|  |          |

|  | Amoebozoa    |
|  |              |
|  | Opisthokonta |
|  |              |

|           | Plantae                                          |
|           |                                                  |
| Chromista | \| \| Hacrobia \| \| \| \| \| \| SAR \| \| \| \| |
|           | \| \| Hacrobia \| \| \| \| \| \| SAR \| \| \| \| |
|           | Hacrobia                                         |
|           |                                                  |
|           | SAR                                              |
|           |                                                  |

|  | Hacrobia |
|  |          |
|  | SAR      |
|  |          |

|  | Amoebozoa    |
|  |              |
|  | Opisthokonta |
|  |              |

|  | \| \| Archaeplastida \| \| \| \| \| \| Hacrobia \| \| \| \| |
|  |                                                             |
|  | SAR                                                         |
|  |                                                             |
|  | Archaeplastida                                              |
|  |                                                             |
|  | Hacrobia                                                    |
|  |                                                             |

|  | Archaeplastida |
|  |                |
|  | Hacrobia       |
|  |                |

|  | Amoebozoa    |
|  |              |
|  | Opisthokonta |
|  |              |

|  | \| \| Archaeplastida \| \| \| \| \| \| Hacrobia \| \| \| \| |
|  |                                                             |
|  | SAR                                                         |
|  |                                                             |
|  | Archaeplastida                                              |
|  |                                                             |
|  | Hacrobia                                                    |
|  |                                                             |

|  | Archaeplastida |
|  |                |
|  | Hacrobia       |
|  |                |

|  | Amoebozoa    |
|  |              |
|  | Opisthokonta |
|  |              |

|  | \| \| Archaeplastida \| \| \| \| \| \| Hacrobia \| \| \| \| |
|  |                                                             |
|  | SAR                                                         |
|  |                                                             |
|  | Archaeplastida                                              |
|  |                                                             |
|  | Hacrobia                                                    |
|  |                                                             |

|  | Archaeplastida |
|  |                |
|  | Hacrobia       |
|  |                |

|  | Amoebozoa    |
|  |              |
|  | Opisthokonta |
|  |              |

|  | \| \| Archaeplastida \| \| \| \| \| \| Hacrobia \| \| \| \| |
|  |                                                             |
|  | SAR                                                         |
|  |                                                             |
|  | Archaeplastida                                              |
|  |                                                             |
|  | Hacrobia                                                    |
|  |                                                             |

|  | Archaeplastida |
|  |                |
|  | Hacrobia       |
|  |                |

|  | Amoebozoa    |
|  |              |
|  | Opisthokonta |
|  |              |

|  | Archaeplastida |
|  |                |
|  | Cryptista      |
|  |                |

|  | Haptista |
|  |          |
|  | SAR      |
|  |          |

|  | Archaeplastida |
|  |                |
|  | Cryptista      |
|  |                |

|  | Haptista |
|  |          |
|  | SAR      |
|  |          |

|  | Amoebozoa    |
|  |              |
|  | Opisthokonta |
|  |              |

|  | Archaeplastida |
|  |                |
|  | Cryptista      |
|  |                |

|  | Haptista |
|  |          |
|  | SAR      |
|  |          |

|  | Archaeplastida |
|  |                |
|  | Cryptista      |
|  |                |

|  | Haptista |
|  |          |
|  | SAR      |
|  |          |

|  | Amoebozoa    |
|  |              |
|  | Opisthokonta |
|  |              |

|  | Archaeplastida |
|  |                |
|  | Cryptista      |
|  |                |

|  | Haptista |
|  |          |
|  | SAR      |
|  |          |

|  | Archaeplastida |
|  |                |
|  | Cryptista      |
|  |                |

|  | Haptista |
|  |          |
|  | SAR      |
|  |          |

|  | Amoebozoa    |
|  |              |
|  | Opisthokonta |
|  |              |

|  | Archaeplastida |
|  |                |
|  | Cryptista      |
|  |                |

|  | Haptista |
|  |          |
|  | SAR      |
|  |          |

|  | Archaeplastida |
|  |                |
|  | Cryptista      |
|  |                |

|  | Haptista |
|  |          |
|  | SAR      |
|  |          |

|  | Amoebozoa    |
|  |              |
|  | Opisthokonta |
|  |              |

La justificación para la inclusión de Hacrobia en Chromista se encuentra en las teorías sobre el origen y evolución de las líneas principales eucariotas de Cavalier-Smith. Ambos grupos presentan cloroplastos con clorofilas a y c que, al estar rodeados por cuatro membranas, se supone procedentes de la endosimbiosis secundaria de un alga roja. Cavalier-Smith supone que hubo solo un evento de endosimbiosis en el antecesor de estos organismos que dio lugar a todos los grupos.
En los análisis genéticos, sin embargo, Hacrobia suele resultar un grupo hermano de Archaeplastida. Cavalier-Smith lo justifica, por un lado, por la adquisición de genes del alga roja como resultado de la endosimbiosis, que distorsionan los análisis genéticos y acercan Hacrobia a las plantas. Por otro lado, la separación casi simultánea de los supergrupos de Eukarya y su rápida evolución, explicaría los artefactos en los árboles filogenéticos.
La existencia de grupos sin cloroplastos, Telonemia, Alveidia (= Provora), Centrohelida y Kathablepharida, muy próximos a Haptophyta o Cryptophyta, compromete la hipótesis común de adquisición de los cloroplastos. La alternativa es que los cloroplastos fueran adquiridos independientemente por los distintos linajes, por transmisión horizontal, en vez de por herencia. Esto es, habría habido varios eventos de endosimbiosis, seguramente de tipo terciario, más que secundario. Los cloroplastos procedentes de las algas rojas tienen ventaja sobre los cloroplastos derivados de las algas verdes en que contienen genomas relativamente grandes, específicamente genes relacionados con la regulación de la fotosíntesis, lo que permite su fácil inserción en la maquinaria metabólica del huésped.
Más problemática es la cuestión de que algunos árboles filogenéticos recientes muestran a Haptista próximo al supergrupo SAR, mientras que Cryptista resulta un grupo hermano de Archaeplastida. En este sentido, Burki et al. 2016, realizan una secuenciación de transcriptomas del grupo Centrohelida que les permite reconstruir los datos filogenéticos faltantes. De esta forma obtienen que Centrohelida se relaciona con Haptophyta, lo que confirma Haptista, además relacionan Haptista con el supergrupo SAR y por otra parte obtienen que Cryptista presenta una fuerte afinidad con Archaeplastida. De esta forma concluyen que Haptista + supergrupo SAR es hermano de Cryptista + Archaeplastida. En resumen, la cuestión es bastante difícil de resolver y no se puede descartar ninguna hipótesis.

## Definición
Hasta hace poco Haptista y Cryptista, junto con otros grupos, formaban parte del supergrupo Chromalveolata. Recientemente se demostró que el supergrupo era polifilético y se dividió, por un lado el supergrupo SAR (Stramenopiles, Alveolata y Rhizaria), y por el otro, estos dos grupos. Actualmente la posición de Haptista y Cryptista es dudosa. Algunos estudios consideran que los dos grupos están íntimamente relacionados y son referenciados como el grupo "Haptista+Cryptista" o Hacrobia. Adicionalmente, un trabajo del año 2009 sugiere que estos grupos junto a Telonemia y Centrohelida pueden formar un clado. De la misma forma, Picozoa podría pertenecer a este grupo, aunque los datos no son concluyentes. Sin embargo, esto es negado por otros estudios. Haptista sería un grupo hermano del supergrupo SAR, mientras que Cryptista estaría más próximo a Archaeplastida (las plantas en sentido amplio). Cavalier-Smith, por su parte, considera que Hacrobia es monofilético y lo incluye en el reino Chromista.
Nombres alternativos usados para este grupo son CCTH (Cryptophyta, Centrohelida, Telonemia  y Haptophyta) y Eukaryomonadae.